# Jean Porter
Jean Porter (ur. 8 grudnia 1922 w Cisco, zm. 13 stycznia 2018 w Los Angeles) – amerykańska aktorka filmowa, której szczyt kariery przypadał w latach 40. Była żoną reżysera Edwarda Dmytryka. 

## Życiorys
Porter jako 12-latka przybyła do Hollywood, gdzie uczęszczała do szkoły tańca. Tam została wypatrzona przez ludzi z branży filmowej i niebawem zaczęła się pojawiać w niewielkich rolach aktorskich. W 1941 związała się z wytwórnią MGM. Nigdy nie udało się jej zostać wielką gwiazdą, jednak przez całe lata 40. była niezwykle aktywna zawodowo pojawiając się w około 30 filmach.
W 1948 wyszła za mąż za reżysera Edwarda Dmytryka. Ich trwające 51 lat małżeństwo uchodziło za bardzo zgodne i udane. Mieli trójkę dzieci: syna Richarda oraz córki Victorię i Rebeccę. Niebawem po ich ślubie Dmytryk został oskarżony o popieranie komunizmu i umieszczony na tzw. czarnej liście Hollywoodu. Reżyser odmówił zeznań przed komisją McCarthy’ego i w efekcie para opuściła Stany Zjednoczone i wyjechała do Wielkiej Brytanii.
Do Stanów Zjednoczonych wrócili w 1951. Po powrocie Porter zagrała już tylko w jednym filmie; wyreżyserowanym przez męża dramacie Lewa ręka Pana Boga (1955) z Humphreyem Bogartem w roli głównej. Potem pojawiła się jeszcze w kilku serialach telewizyjnych, po czym wycofała się z aktorstwa.
W 1999 została wdową. Regularnie uczestniczyła w filmowych wydarzeniach; była także współtwórczynią czasopisma „Classic Images”, poświęconego starym filmom i dawnemu Hollywood. 
Zmarła z przyczyn naturalnych w wieku 95 lat, 13 stycznia 2018.

## Filmografia
- Przygody Tomka Sawyera (1938) jako Pauline
- Milion lat przed naszą erą (1940) jako siostra Loany
- Laski na Broadwayu (1941) jako tancerka w rewii
- Czyste szaleństwo (1941) jako Chorine
- Najmłodszy zawód (1943) jako Patricia Drew
- Ślicznotki w kąpieli (1944) jako Jean Allenwood
- Thrill of a Romance (1945) jako Ga-Ga, panna młoda
- Abbott i Costello w Hollywood (1945) jako Ruthie
- Till the End of Time (1946) jako Helen Ingersoll
- Cry Danger (1951) jako Darlene LaVonne
- Klown (1951) jako Jean
- Lewa ręka Pana Boga (1955) jako Mary Yin